# Entier (informatique)
Pour les articles homonymes, voir Entier.
En informatique, un entier est un type de donnée qui représente un sous-ensemble fini de nombres entiers relatifs. On utilise aussi le terme type de données entières (integral type data). Un type de donnée est la nature des valeurs que peut prendre une donnée.

## Historique
Certains traitements comme le recensement des États-Unis ont d'abord été effectués en utilisant une représentation décimale à l'aide de cartes perforées. Le système décimal utilise dix chiffres (0, 1, 2, 3, 4, 5, 6, 7, 8, 9) et où leur position correspond à une puissance de 10 (1, 10, 100, 1000, etc.). 
Le développement de l'informatique a ensuite conduit à l'utilisation de la représentation binaire des entiers, mais aussi de la représentation décimale, où chaque chiffre de 0 à 9 est codé en binaire (voir Binary coded decimal, IBM 1620). Autrement dit, on représente chacun des dix chiffres en binaire (sur 4 bits) pour implémenter l'arithmétique décimale.

## Représentation binaire
Un ordinateur moderne utilise des tensions électriques pour gérer ses données. En théorie, plusieurs tensions pourraient être utilisées pour représenter une information[réf. nécessaire], mais en pratique on en n’utilise que deux. En effet, des problèmes de distorsion apparaitraient et empêcheraient de conserver l'information. De plus, les avancées technologiques tendent à réduire la tension afin d'éviter de chauffer les matériaux[réf. nécessaire]. On utilise donc deux niveaux de tension, un bit prend alors 2 valeurs qui correspondent à 0 et 1.
La représentation des nombres passe donc par une représentation binaire (à l'aide des chiffres 0 et 1). Il est possible d'utiliser le système binaire, une numération de position qui n'utilise que deux chiffres (0 et 1) et où chaque bit correspond à une puissance de 2 (1, 2, 4, 8, 16, 32, 64, etc.). C'est la représentation utilisée pour les entiers machines des processeurs modernes.

### Nombres de bits fixés
Les types de données entiers usuels des langages de programmation utilisent la représentation binaire. Ils peuvent être de taille (nombre de bits) bornée : si elle est de n bits, elle permet de représenter 
- soit les entiers naturels de 0 à 2n  - 1 (entier non signé),
- soit les entiers relatifs de -2n - 1 à  2n - 1 - 1 (entier signé).

Dans les deux cas l'arithmétique utilisée est (le plus souvent) l'arithmétique modulo 2n, c'est-à-dire que du point de vue de l'arithmétique usuelle, elle est exacte tant que les opérations ne débordent pas de l'intervalle considéré. Sur les processeurs courants, elle est particulièrement efficace quand la taille du type de donnée correspond à celle des mots gérés nativement par le processeur, de par la conception de celui-ci.

### Nombres de bits arbitraires
Les langages de programmation peuvent éventuellement gérer des entiers de taille arbitraire, il n'y a pas de limite autre que celles physiques liée à la machine utilisée, l'arithmétique est exacte : la place mémoire allouée à la représentation d'un entier n'est pas constante, et peut augmenter en fonction des besoins du calcul.

## Types d'entiers courants
| Bits | Nom                                                        | Intervalle (en supposant un complément à deux pour les signés) | Nombre de chiffres en décimal                    | Usages | Usages |
| ---- | ---------------------------------------------------------- | --- | ------------------------------------------------ | --- | --- |
| 4    | nibble, semioctet ou quartet                               | Signé : De -8 à 7, soit de {\displaystyle -(2^{3})} à {\displaystyle 2^{3}-1} | 1                                                | Décimal codé binaire, single decimal kamal digit representation. | Décimal codé binaire, single decimal kamal digit representation.                                                    |
| 4    | nibble, semioctet ou quartet                               | Non-signé : De 0 à 15 soit {\displaystyle 2^{4}-1} | 2                                                | Décimal codé binaire, single decimal kamal digit representation. | Décimal codé binaire, single decimal kamal digit representation.                                                    |
| 8    | byte, octet                                                | Signé : De -128 à 127, soit de {\displaystyle -(2^{7})} à {\displaystyle 2^{7}-1} | 3                                                | caractères ASCII , C/C++ char, C/C++ uint8_t, int8_t, C# byte, sbyte, T-SQL tinyint, Delphi Byte, Shortint, Java byte | |
| 8    | byte, octet                                                | Non-signé : De 0 à 255 soit {\displaystyle 2^{8}-1} | 3                                                | caractères ASCII , C/C++ char, C/C++ uint8_t, int8_t, C# byte, sbyte, T-SQL tinyint, Delphi Byte, Shortint, Java byte | |
| 16   | halfword, word, short                                      | Signé : De -32 768 à 32 767, soit de {\displaystyle -(2^{15})} à {\displaystyle 2^{15}-1}                                                                                             | 5                                                | caractères UCS-2, short en C/C++, C/C++ int (minimum), C/C++ uint16_t, int16_t, C# short, ushort, Delphi Word, Smallint, T-SQL smallint, Java char/short | |
| 16   | halfword, word, short                                      | Non-signé : De 0 à 65 535 soit {\displaystyle 2^{16}-1} | 5                                                | caractères UCS-2, short en C/C++, C/C++ int (minimum), C/C++ uint16_t, int16_t, C# short, ushort, Delphi Word, Smallint, T-SQL smallint, Java char/short | |
| 32   | I4, word, long, doubleword, longword, int                  | Signé : De -2 147 483 648 à 2 147 483 647, soit de {\displaystyle -(2^{31})} à {\displaystyle 2^{31}-1}                                                                               | 10                                               | caractères UCS-4, Truecolor avec alpha, C/C++ int (avec certains compilateurs, 32 et 64 bit), C/C++ long (sur Windows et DOS 32-bit et Unix), C/C++ uint32_t, int32_t, C# int, uint, FourCC, Delphi Cardinal, Integer, LongWord, LongInt, T-SQL int, Java int | |
| 32   | I4, word, long, doubleword, longword, int                  | Non-signé : De 0 à 4 294 967 295 soit {\displaystyle 2^{32}-1} | 10                                               | caractères UCS-4, Truecolor avec alpha, C/C++ int (avec certains compilateurs, 32 et 64 bit), C/C++ long (sur Windows et DOS 32-bit et Unix), C/C++ uint32_t, int32_t, C# int, uint, FourCC, Delphi Cardinal, Integer, LongWord, LongInt, T-SQL int, Java int | |
| 64   | I8, doubleword, longword, long long, quad, quadword, int64 | Signé : De -9 223 372 036 854 775 808 à 9 223 372 036 854 775 807, soit de {\displaystyle -(2^{63})} à {\displaystyle 2^{63}-1}                                                       | 19                                               | C/C++ long, C/C++ long long, C/C++ uint64_t, int64_t, C# long, ulong, Delphi Int64, T-SQL bigint, Java long | |
| 64   | I8, doubleword, longword, long long, quad, quadword, int64 | Non-signé : De 0 à 18 446 744 073 709 551 615 soit {\displaystyle 2^{64}-1} | 20                                               | C/C++ long, C/C++ long long, C/C++ uint64_t, int64_t, C# long, ulong, Delphi Int64, T-SQL bigint, Java long | |
| 128  | octaword, double quadword                                  | Signé : De -170 141 183 460 469 231 731 687 303 715 884 105 728 à 170 141 183 460 469 231 731 687 303 715 884 105 727, soit de {\displaystyle -(2^{127})} à {\displaystyle 2^{127}-1} | 39                                               | Disponible en C via certains compilateurs, en non-standard. Disponible en Fortran en standard (gnu, intel par ex.). | Disponible en C via certains compilateurs, en non-standard. Disponible en Fortran en standard (gnu, intel par ex.). |
| 128  | octaword, double quadword                                  | Non-signé : De 0 à 340 282 366 920 938 463 463 374 607 431 768 211 455 soit {\displaystyle 2^{128}-1}                                                                                 | 39                                               | Disponible en C via certains compilateurs, en non-standard. Disponible en Fortran en standard (gnu, intel par ex.). | Disponible en C via certains compilateurs, en non-standard. Disponible en Fortran en standard (gnu, intel par ex.). |
| n    | n-bit integer (cas général)                                | Signé : De {\displaystyle (-2^{n-1})} à {\displaystyle (2^{n-1}-1)} | {\displaystyle \lceil (n-1)\log _{10}{2}\rceil } | Ada range -2**(n-1)..2**(n-1)-1 | Ada range -2**(n-1)..2**(n-1)-1                                                                                     |
| n    | n-bit integer (cas général)                                | Non-signé : De 0 à {\displaystyle (2^{n}-1)} | {\displaystyle \lceil n\log _{10}{2}\rceil }     | Ada range 0..2**n-1, Ada mod 2**n | Ada range 0..2**n-1, Ada mod 2**n                                                                                   |
| ?    | bignum                                                     | entier de précision arbitraire | infini                                           | Tous usages, avec quelques pertes de performances. Langages: Python, Perl, Haskell, Ruby… | |